# باتريك والش (سياسي)
باتريك والش (بالإنجليزية: Patrick Walsh)‏ هو سياسي أمريكي، ولد في 1892، وتوفي في 25 ديسمبر 1978. حزبياً، نشط في الحزب الديمقراطي. وقد انتخب عضو مجلس ولاية ميشيغان.
1. 1 2   https://politicalgraveyard.com/bio/walsh.html. {{استشهاد ويب}}: |url= بحاجة لعنوان (مساعدة) والوسيط |title= غير موجود أو فارغ (من ويكي بيانات) (مساعدة)